# Aedes aurivittatus
Aedes aurivittatus är en tvåvingeart som beskrevs av Nelson Leander Cerqueira 1943. Aedes aurivittatus ingår i släktet Aedes och familjen stickmyggor.
Artens utbredningsområde är Bolivia. Inga underarter finns listade i Catalogue of Life.